# Iussuf Raza Gilani
Iussuf Raza Gilani (en urdú: یوسف رضا گیلانی) (Karachi, 9 de juny de 1952) és un polític pakistanès d'ètnia seraiki, que va exercir de Primer Ministre del Pakistan entre 2008 i 2012.

## Trajectòria
Elegit diputat des del 1988, va ser ministre al govern de Benazir Bhutto. També va exercir de president de l'Assemblea Nacional entre 1993 i 1997. Del 2001 al 2006 va ser empresonat pel president Pervez Musharraf, acusat de corrupció. El 2008, Gilani fou elegit Primer Ministre després de formar una coalició del PPP amb altres quatre partits (inclosos els islamistes). Va ser la primera vegada que el Primer Ministre del Pakistán va parlar la llengua seraiki. El 25 de març de 2008 va prendre el jurament del càrrec de President del Pakistan a Pervez Musharraf. Des del govern, Gilani va treballar per la reconciliació nacional, per la reconstrucció de les àrees tribals, afectades per la guerra, per la reforma agrària, i va prometre reduir el dèficit fiscal i millorar el sistema educatiu. Va instaurar una nova política econòmica, va aixecar la prohibició que pesava sobre els sindicats i les unions d'estudiants, i va apostar per l'energia nuclear per acabar amb la pobresa energètica del país. Però la seva política econòmica, que no va anar acompanyada de reformes significatives, va provocar inflació i una forta crisi. Fou l'home fort dels Estats Units a la regió, fins que el Tribunal Suprem del Pakistan el va condemnar per desacatament quan es va negar a investigar per corrupció l'expresident Asif Ali Zardari.